# إم في أغستا

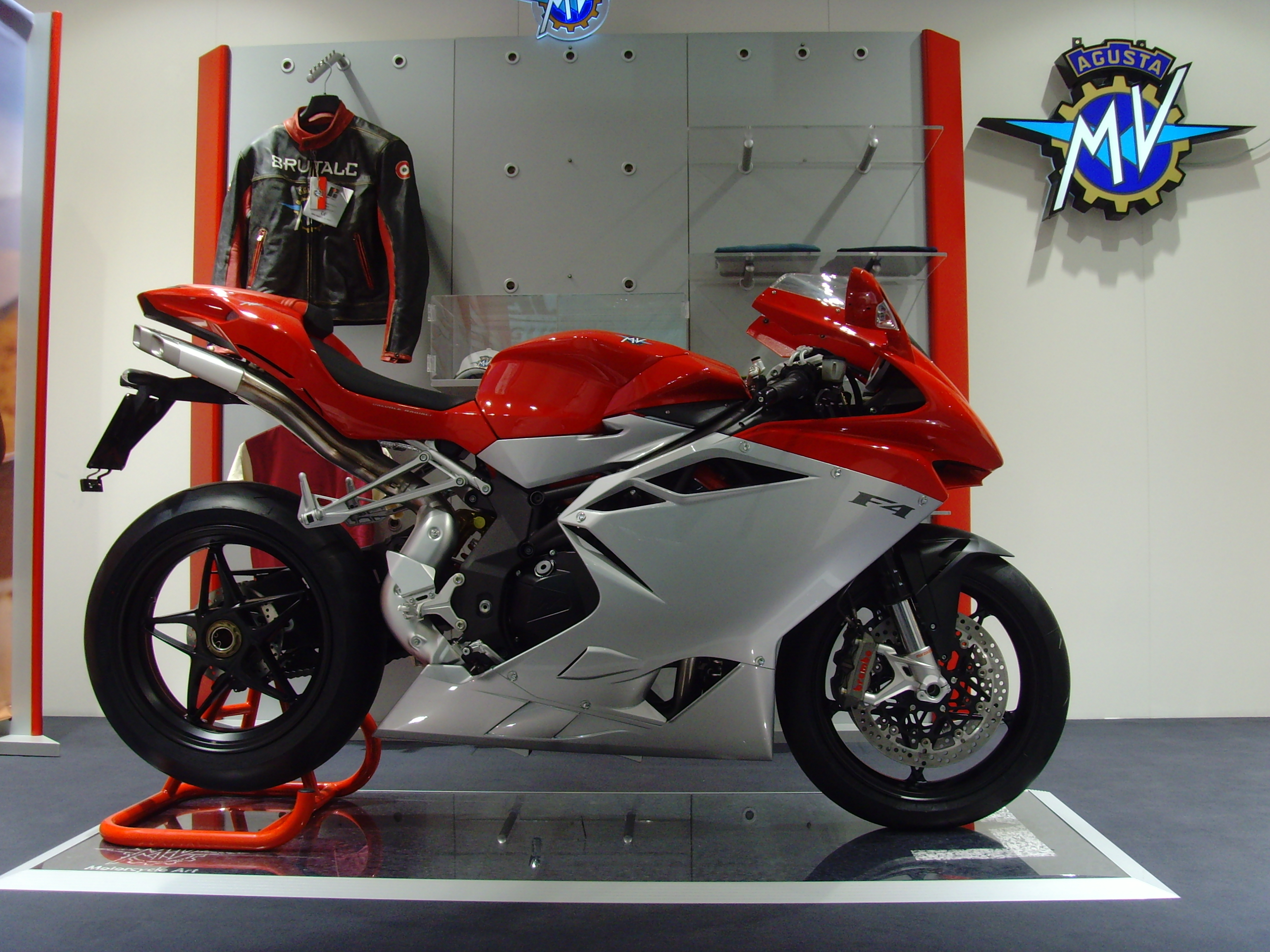
من منتجات الشركة

إم في أغستا هي شركة مصنعة للدراجات النارية. تأسست في 12 فبراير 1945. يقع مقرها في فاريزي. تم تأسيسها بواسطة جيوفاني أغستا الذي توفي في عام 1927 وترك الشركة في أيدي زوجته وأبنائه، دومينيكو، فينتشنزو، ماريو وكورادو. بدأت الشركة كفرع من شركة الطيران أغستا. قاد دراجات أغستا عدد من أبطال العالم مثل جون سورتيس، غاري هوكينغ ومايك هايلوود.

## منتجات
- إم في أغستا 500 جي بي
- إم في أغستا 500 ثري
- إم في أغستا 350 جي بي
- إم في أغستا 350 ثري

## وصلات خارجية
- الموقع الرسمي